# Золотокіс сіроголовий
Золотокіс сіроголовий (Cossypha niveicapilla) — вид горобцеподібних птахів родини мухоловкових (Muscicapidae). Мешкає в Африці на південь від Сахари.

## Підвиди
Виділяють два підвиди:
- C. n. niveicapilla (Lafresnaye, 1838) — поширений від південної Мавританії, Сенегалу і Гамбії до Нігерії, Судану і західної Ефіопії;
- C. n. melanonota (Cabanis, 1875) — поширений від південного Камеруну до західної Кенії, Танзанії та північно-східної Анголи.

## Поширення і екологія
Сіроголові золотокоси живуть в сухій савані, тропічних, галерейних і мангрових лісах, чагарникових заростях та садах.